# Germinal (miesiąc)

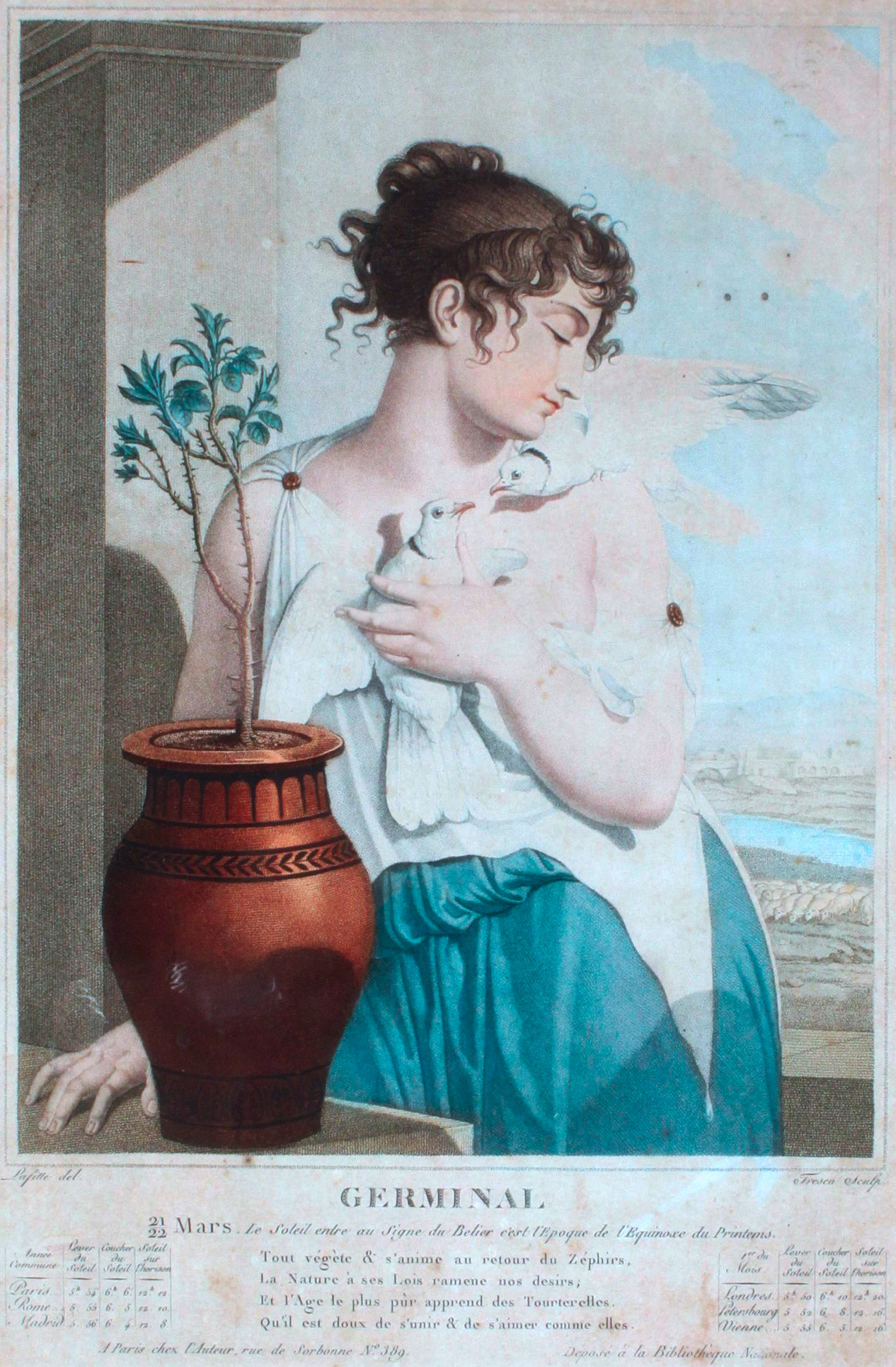
Alegoria Germinala

Germinal (z łac. germen = 'kiełek') – siódmy miesiąc we francuskim kalendarzu rewolucyjnym, pierwszy miesiąc wiosny. Trwał od 21 marca do 19 kwietnia.
Po germinalu następował miesiąc floréal.